# Frederick James Eugene Woodbridge
Frederick James Eugene Woodbridge (* 26. März 1867 in Windsor (Ontario); † 1940 in New York) war ein US-amerikanischer Philosoph, der seine Position als naiven Realismus kennzeichnete.

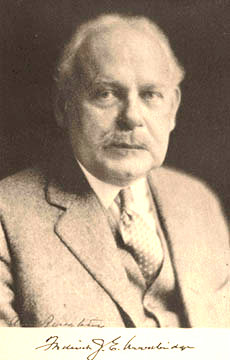

## Leben
Woodbridge, der Sohn von James und Melissa Ella, geborene Bingham, wuchs ab 1869 in Kalamazoo auf. Von 1885 bis 1989 studierte er am Amherst College Philosophie und Religion bei Charles Edward Garman. Er setzte sein Studium am Union Theological Seminary in New York fort und hatte 1893/1894 einen Auslandsaufenthalt in Berlin. 1894 erhielt er eine Stelle als Dozent an der University of Minnesota. Im Jahr 1895 heiratete er Helena Belle Adams. 1902 wechselte er an die Columbia University in New York, wo er Mitbegründer und Herausgeber von The Journal of Philosophy, Psychology and Scientific Methods, ab 1921 The Journal of Philosophy, war. Die Zeitschrift war ein Organ der Vertreter des Pragmatismus, des Realismus und des Naturalismus. Woodbridge war von 1912 bis 1929 Dean der Fakultäten für Politikwissenschaft, Philosophie und theoretische Wissenschaften. Er trat 1939 in den Ruhestand. Seit 1933 war er gewähltes Mitglied der American Academy of Arts and Letters.
Woodbridges philosophische Position war geprägt durch seinen Lehrer George Santayana und weist Verwandtschaft zu den Positionen von John Dewey, Morris Raphael Cohen und Roy Wood Sellars auf. Hierzu zählt der realistische Standpunkt, die Zurückweisung einer übernatürlichen Transzendalität, die Ablehnung eines Dualismus in der Philosophie des Geistes sowie die Betonung der wissenschaftlichen Methodik als alleinige Quelle des Wissens. Woodbridge leistete damit wichtige Beiträge zur Überwindung des Idealismus und des Neukantianismus und zur Wiederbelebung des Aristotelismus in Amerika. Die Geschichte der Philosophie hatte bei ihm einen hohen Stellenwert. Dabei standen mehr die Methoden und die Bedeutung der historischen Personen für die Gegenwart als eine exakte philologische Nachzeichnung der Ideen im Zentrum seines Interesses.
Zu Woodbridges Schülern zählen John Herman Randall, Jr. und Ernest Nagel. Nach ihm ist ein Lehrstuhl an der Columbia University benannt.

## Schriften
- Metaphysics Columbia University, 1908
- The Purpose of History, 1916
- The Realm of Mind, 1926
- Contrasts in Education, 1929
- The Son of Apollo: Themes of Plato, 1929
- Nature and Mind. Selected Essays, 1937
- An Essay on Nature, 1940
- Aristotle's Vision of Nature (ed. John H. Randall Jr., 1965)